# Щербань, Иван Филиппович
Иван Филиппович Щербань (09.02.1919, Полтавская область — 20.09.2000) — наводчик миномёта 847-го стрелкового полка, сержант — на момент представления к награждению орденом Славы 1-й степени.

## Биография
Родился 9 февраля 1919 года в городе Миргород Полтавской области. Украинец. Окончил 6 классов. Работал трактористом в колхозе.
В Красной Армии с 1939 года. Служил в городе Бельцы. С июня 1941 года в составе 380-го гаубичного артиллерийского полка 176-й стрелковой дивизии 9-й армии Южного фронта участвовал в оборонительных боях в районе Рыкшаны-Бельцы. Под напором противника дивизия отступила за Днестр. В одном из боёв в сентябре 1941 года красноармеец Щербань был контужен и попал в плен. На десятые сутки бежал, добрался до своих мест. До освобождения Миргорода в сентябре 1943 года от немецко-вражеских захватчиков находился на оккупированной территории. Вновь был призван в армию и направлен в 847-й стрелковый полк 303-й стрелковой дивизии. Участвовал в форсировании Днепра, освобождал Кировоград. Отличился в ходе Уманско-Ботошанской операции.
Миномётчик батареи 120-миллиметровых миномётов красноармеец Щербань 30 марта 1944 года в бою в районе железнодорожной станции Шипотень, находясь в боевых порядках стрелковой роты, выстрелом из карабина сразил шофёра вражеской машины и привёл её в полк. На следующий день из миномёта уничтожил две огневые точки и около десяти солдат противника.
Приказом по 303-й стрелковой дивизии от 15 июня 1944 года красноармеец Щербань Иван Филиппович награждён орденом Славы 3-й степени.
Со второй половины апреля 1944 года войска фронта перешли к обороне. 20 августа началась Ясско-Кишинёвская операция. 303-я стрелковая дивизия, входившая в состав 4-й гвардейской армии, в первый же день прорвала вражескую оборону и стала развивать наступление вдоль левого берега реки Прут. Наводчик миномёта младший сержант Щербань с расчётом при прорыве вражеской обороны уничтожил до взвода противников и разбил три пулемётные точки. 22 августа 1944 года в бою за населённый пункт Резина вывел из строя свыше 15 пехотинцев, два пулемёта, подавил огонь миномётной батареи.
9 сентября 1944 года он повторно награждён орденом Славы 3-й степени.
Полк за отличие в этих боях получил почётное наименование Кишинёвского. В дальнейшем он в составе 7-й гвардейской армии 2-го Украинского фронта участвовал в боях по освобождению Румынии, форсировании рек Грон и Нитра, воевал в Карпатах, войну закончил в Чехословакии.
На подступах к Братиславе в боях за населённый пункт Велике Лудинце и сам город Братислава за период с 27 марта по 4 апреля 1945 года сержант Щербань с расчётом в составе батареи уничтожил свыше взвода пехоты, пять автомашин с боеприпасами и другими грузами, рассеял обоз из 13 повозок, взял в плен трёх вражеских солдат.
Приказом по 7-й гвардейской армии от 6 июля 1945 года сержант Щербань Иван Филиппович награждён орденом Славы 2-й степени.
Указом Президиума Верховного Совета СССР от 31 марта 1956 года в порядке перенаграждения второй орден Славы 3-й степени заменён орденом Славы 1-й степени.
В 1946 году сержант Щербань демобилизован. Жил в городе Миргород. Работал электромонтёром, трактористом, бульдозеристом строительно-монтажного управления «Миргородкурортстрой». Скончался 20 сентября 2000 года.
Награждён орденами Отечественной войны 1-й степени, Славы 1-й, 2-й и 3-й степени, медалями.